# Die Boten des Todes

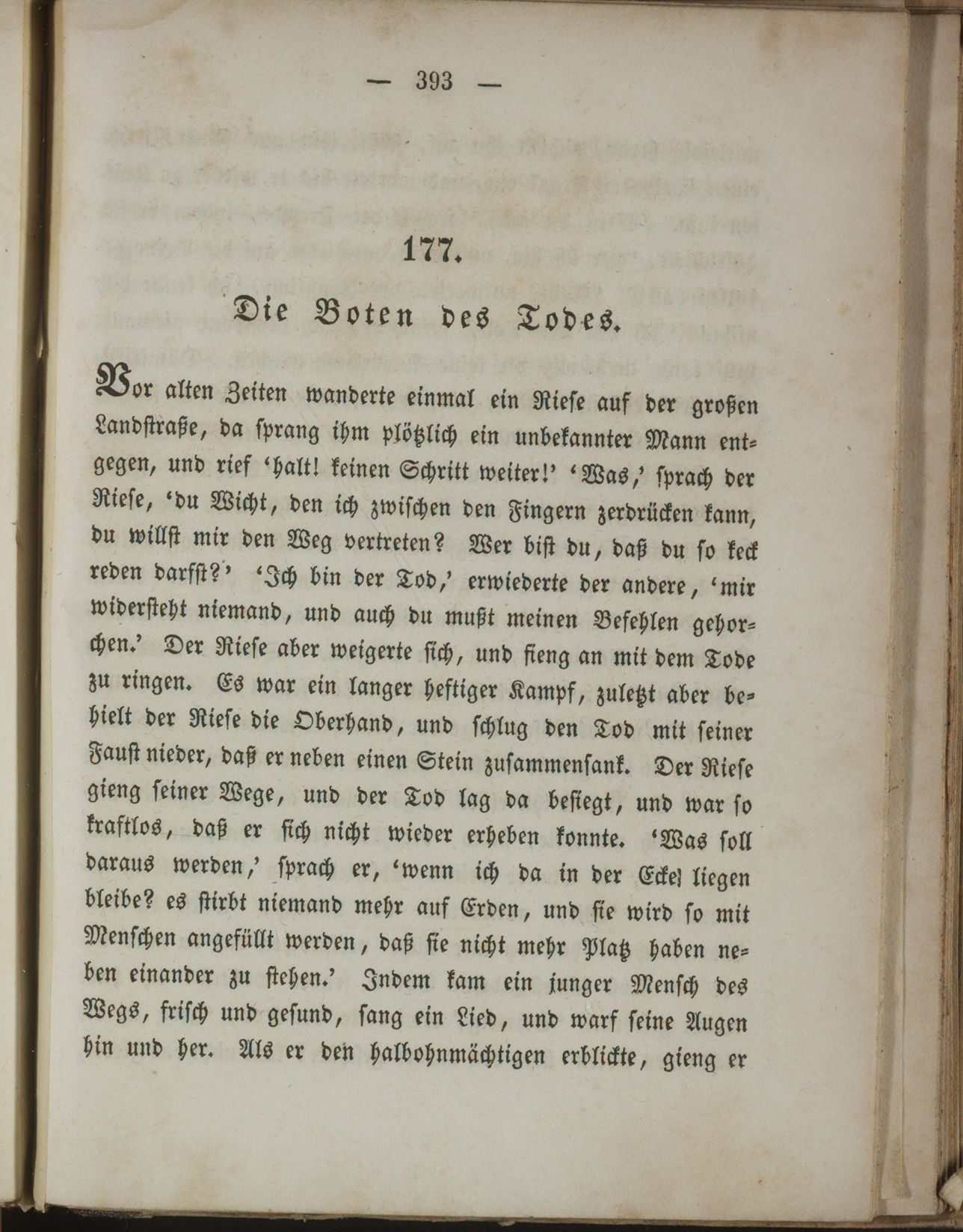
Ausgabe von 1840

Die Boten des Todes ist ein Märchen (ATU 335). Es steht in den Kinder- und Hausmärchen der Brüder Grimm ab der 4. Auflage von 1840 an Stelle 177 (KHM 177) und basiert auf Von deß todts botten. in Hans Wilhelm Kirchhofs Sammlung Wendunmuth (1563, Nr. 124).

## Inhalt
Der Tod begegnet einem Riesen, den er holen will, der ihn aber gründlich verprügelt. So findet ihn ein Jüngling, der ihm wieder aufhilft. Der Tod gibt sich zu erkennen und verspricht, dass er seinen Helfer zum Dank nicht überraschen werde, sondern ihm vorher Boten schicken werde.
Später wird der Mann hinfälliger und erkrankt immer öfter. Als dann der Tod kommt, ist er dennoch sehr überrascht – wo seien denn die Boten geblieben? Der Tod weist ihn zurecht: Seine Leiden seien doch die Boten gewesen.

## Herkunft
Grimms Anmerkung nennt die Quelle, Kirchhofs Wendunmuth 2 (Ausgabe von 1581), sowie Vergleichsstellen: Colshorn Nr. 68, Paulis Schimpf und Ernst Cap. 151, Huldrich Wolgemuts Äsop Fab. 198, ein Meistergesang der Colmarer Handschrift, zum Ende Joach. Camerarius’ lateinischen Äsop (1564) S. 347 f., Gregor Bersman (1590), Hugo von Trimberg erzähle das Märchen schon im 13. Jahrhundert in Der Renner.
Wilhelm Grimm schmückte den Legendenschwank vom Kampf des Riesen mit dem Tod durch direkte Rede und Beschreibungen aus, kürzte aber Kirchhofs katholische Moralisation:
Dise fabel gibt zu verstehn,
Daß uns der tod kompt unversehn,
Darumb ein Christ sich darauff schick,
Als solts geschehn all augenblick.